# José Macia
José Macia (även känd som Pepe), född 25 februari 1935 i Santos, är en brasiliansk före detta fotbollsspelare och tränare. Under sin aktiva karriär spelade Pepe för Santos där han bland annat var med och vann Copa Libertadores två gånger. Totalt gjorde Pepe 705 matcher och 405 mål för klubben. För Brasiliens landslag spelade Pepe 34 landskamper och gjorde 16 mål. Han var även med om att vinna Brasiliens två första VM-guld, 1958 samt 1962.

## Meriter

### Som spelare
Santos
- Campeonato Paulista: 1955, 1956, 1958, 1960, 1961, 1962, 1964, 1965, 1967, 1968
- Taça Brasil: 1961, 1962, 1963, 1964, 1965
- Copa Libertadores: 1962, 1963

Brasilien
- VM-guld: 1958, 1962

### Som tränare
Santos
- Campeonato Paulista: 1973

Fortaleza
- Campeonato Cearense: 1985

São Paulo
- Campeonato Brasileiro Série A: 1986
- Campeonato Paulista: 1986

Inter de Limeira
- Campeonato Brasileiro Série B: 1988

Verdy Kawasaki
- Japan Soccer League: 1992